# Orquestra Simfònica Acadèmica Estatal de Rússia
L'Orquestra Simfònica Acadèmica Estatal "Ievgueni Svetlànov" (Государственный академический симфонический оркестр России имени Е. Ф. Светланова) és una orquestra amb seu a Moscou. De vegades coneguda com a Orquestra Simfònica Estatal Russa, ofereix concerts a Moscou a la Gran Sala del Conservatori de Moscou i a la Sala de Concerts Txaikovski.

## Història
L’orquestra es va fundar el 1936 com a Orquestra Simfònica Estatal de la URSS, amb Aleksandr Gauk com a primer director musical. L’orquestra va canviar de nom després de la dissolució de la Unió Soviètica. El director musical amb el mandat més llarg va ser Ievgueni Svetlànov, des del 1965 fins al 2000. El mandat de Svetlànov va acabar amb el seu controvertit acomiadament pel ministre de Cultura de Rússia, Mikhail Shvydkoi, que havia acusat Svetlànov de dedicar massa temps a dirigir fora de Rússia.
El 2005, l’orquestra va adquirir oficialment el nom addicional d'Orquestra Simfònica Svetlanov. Actualment, el nom formal és State Academic Symphony Orchestra "Ievgueni Svetlànov".
Mark Gorenstein va succeir Svetlànov com a director musical des del 2002 fins al 2011. L’any 2011, Gorenstein va causar polèmica amb uns comentaris sobre el violoncel·lista armeni Narek Hakhnazaryan durant el Concurs Internacional Txaikovski de 2011, fet que va provocar la seva expulsió com a director del concurs.
Posteriorment, l’orquestra va exigir la destitució de Gorenstein, acusant-lo de comportament abusiu.
Finalment, Gorenstein va ser destituït de l’orquestra el setembre de 2011.
L’octubre de 2011, l’orquestra va anunciar el nomenament de Vladimir Jurowski com a director principal, amb efecte immediat, per un contracte inicial de 3 anys. Jurowski va finalitzar el seu mandat com a director principal el 2021.
Vassili Petrenko es va convertir en director convidat principal de l’orquestra el 2016. Al gener de 2021, l’orquestra va anunciar el nomenament de Petrenko com a proper director principal, amb efecte a partir de l’1 de setembre de 2021.
L’1 de març de 2022, Petrenko va anunciar la suspensió de la seva feina amb l’orquestra, arran de la invasió russa d’Ucraïna de 2022.
Més endavant, el 2022, sota pressió del Ministeri de Cultura rus, Petrenko va presentar una carta de renúncia de l’orquestra.